# Anna Maria Christmann
Anna Maria Christmann, även känd som Türken-Annemarie, född 1697, död 1761, var en tysk soldat. Hon tjänstgjorde från 1715 i den österrikiska armén under Eugen av Savojen under det osmansk-venetianska kriget (1714–1718) förklädd till man under namnet Thomas Christ. Hon deltog i Slaget vid Peterwardein och i Slaget vid Belgrad. Hon deserterade tillsammans med en annan soldat efter slaget vid Belgrad, och när de arresterades och dömdes till döden, undkom hon avrättning genom att avslöja sitt kön, vilket gjorde att hon inte längre räknades som soldat och därmed inte kunde dömas till döden för desertering. Hon blev sedan posttjänsteman i Stuttgart, och är den första i staden med detta yrke vars namn är känt. Hon var omtalad på sin tid och hennes historia publicerades åtskilliga gånger från 1833 och framåt.